# Jože Rus (elektrotehnik)
Jože Rus, slovenski inženir elektrotehnike in politik,  * 14. marec 1904, Hrib - Loški Potok, † 17. marec 1992, Ljubljana.
Rus se po diplomi na praški Visoki tehniški šoli leta 1931 zaposlil v ljubljanski Zvezi kulturnih društev se priključil gibanju jugoslovanskih nacionalistov (JNS) in kot njihov član postal 1937 predsednik Mladine JNS za Dravsko banovino. O strankinem podmladku je priobčeval članke v listu Jutro. Leta 1934 je bil med soustanovitelji inženirske sekcije Narodne odbrane v Ljubljani. Rus je bil med tistimi politiki, ki so si prizadevali za združitev političnih strank in skupin v liberalno-liberalističnem taboru Dravske banovine. Med vojno je bil predsednik Mlade Jugoslavije in sodelavec lista Zarja svobode. Po vojni je bil obsojen na zaporno kazen. Po prestani kazni je nato kot priznan strokovnjak delal v različnih krajih države.